# Side

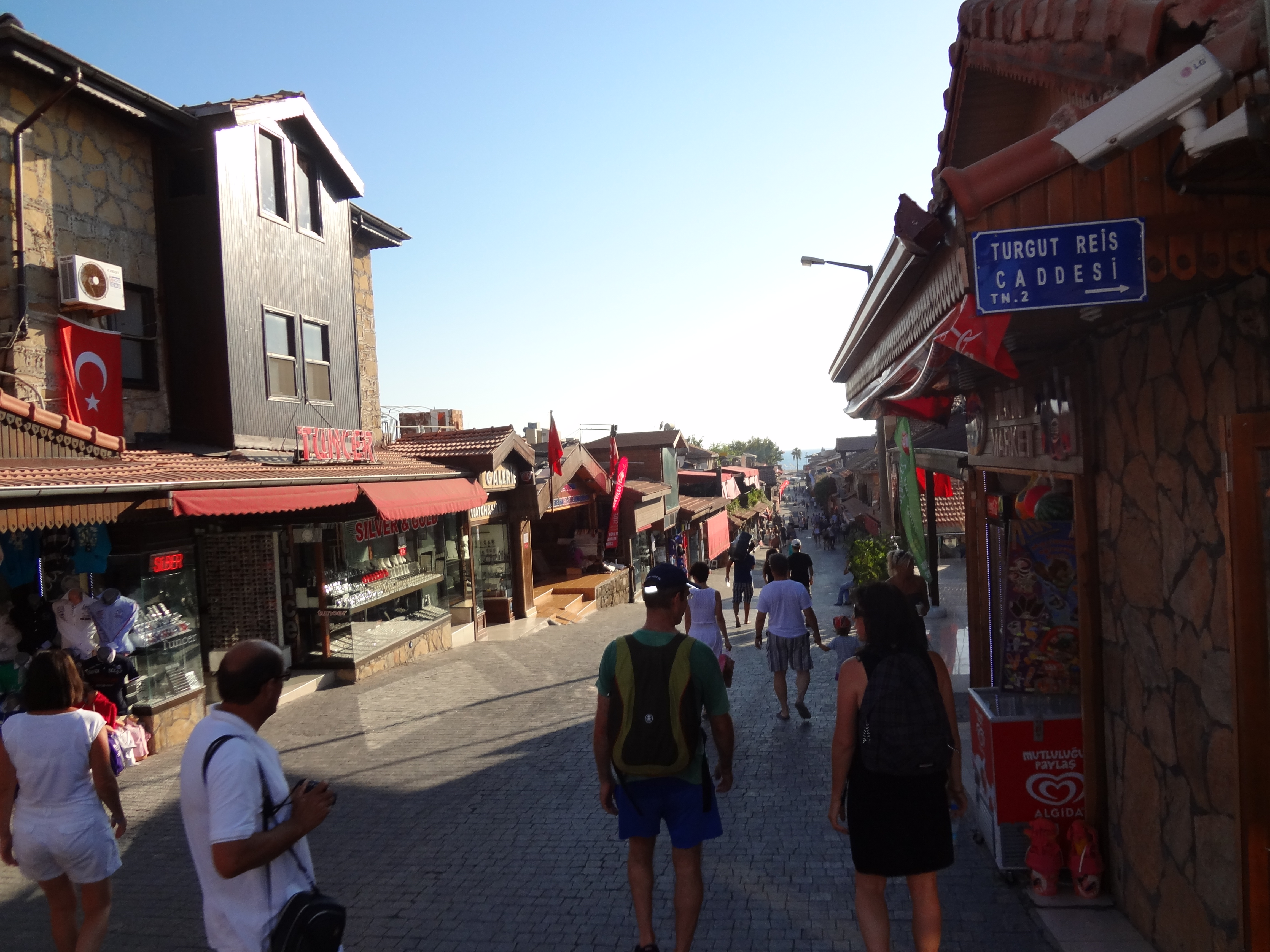
Gamla delen av Side, gata ner mot hamnen.

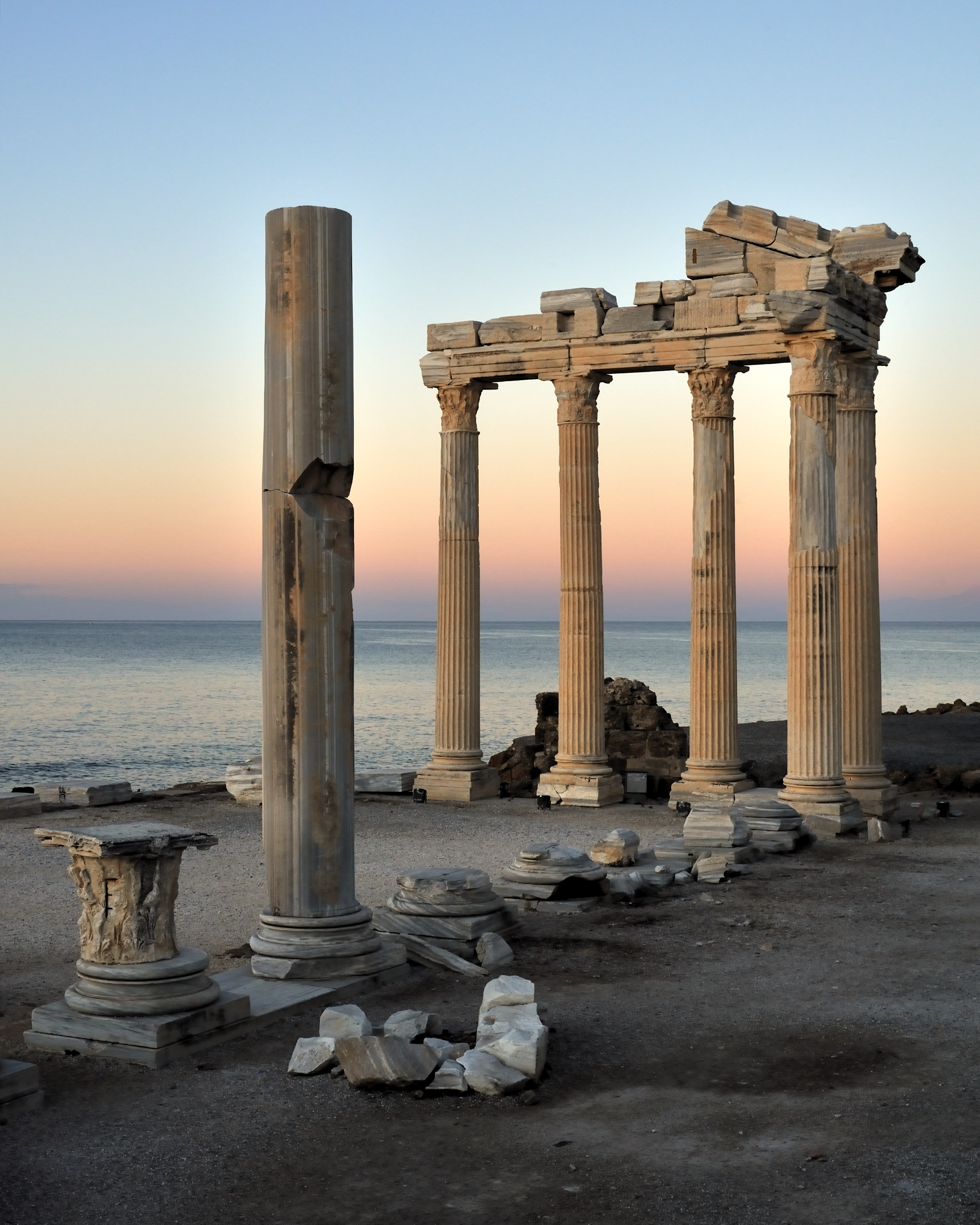
Apollotemplet, en av många historiska ruiner i området.

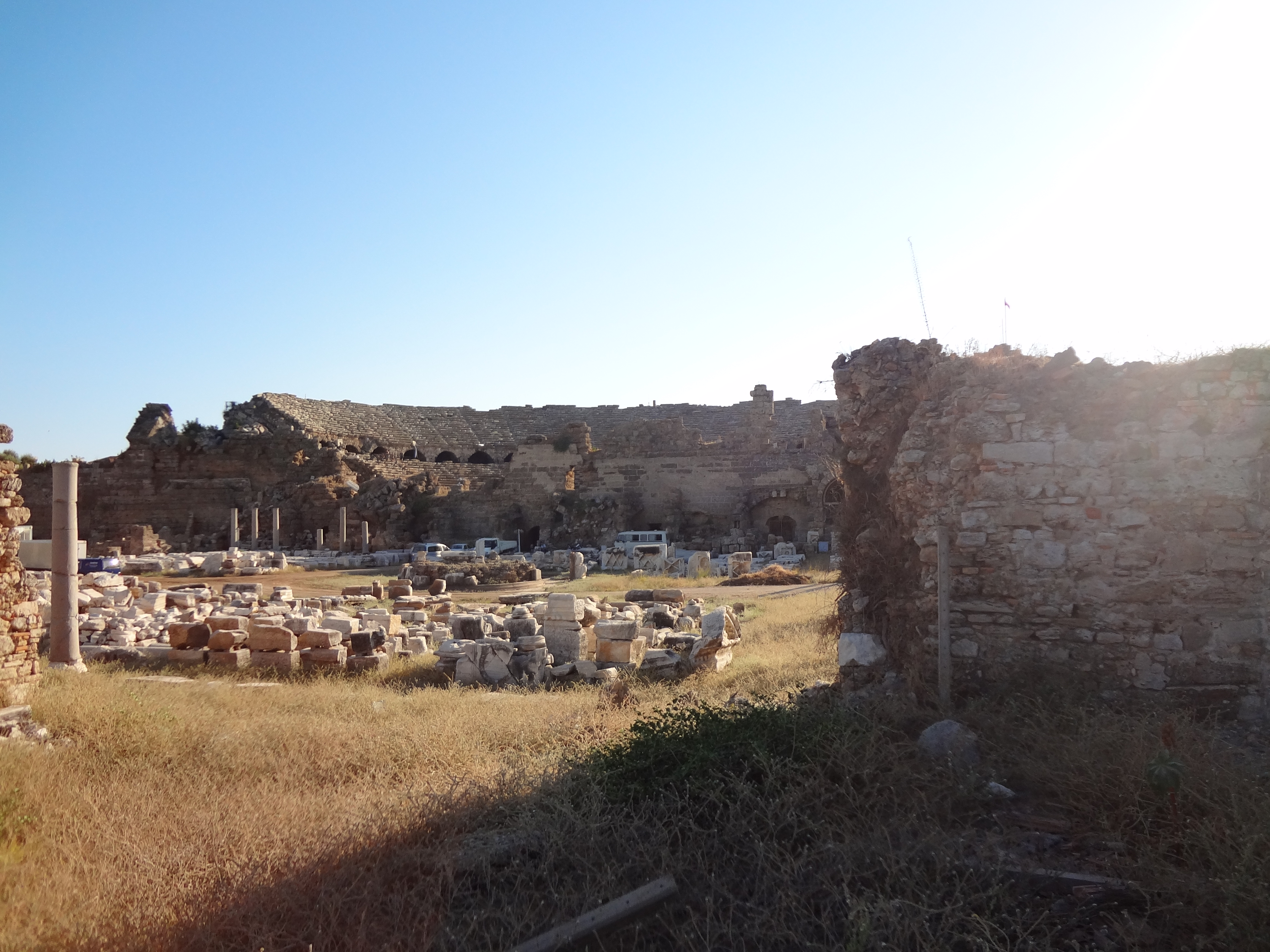
Den stora teatern i Side.

Side är en stad i provinsen Antalya i södra Turkiet, mellan Alanya och Antalya. Staden är belägen på en halvö i Medelhavet och har utvecklats till en livlig turistort. Grupper av hotell finns nu längs stränderna omkring staden. Flera svenska charterarrangörer anordnar resor till Side. Side hade en bofast befolkning av 11 368 invånare i slutet av 2011, vilket med turister under högsäsong ökar kraftigt.

## Historia
Det antika Side låg i landskapet Pamfylien. Det hade en god hamn och var Pamfyliens viktigaste plats, blomstrande genom sin slavhandel och sjöfart. Både Strabon och Arrianos hävdar att Side koloniserades från Kyme i Aiolien, troligen på 600-talet f.Kr.
Alexander den store erövrade Side år 333 f.Kr. Efter hans död tillhörde staden i tur och ordning ptolemaierna och seleukiderna, innan det år 188 f.Kr. hamnade under Pergamon. Pergamons välde sträckte sig dock de facto bara till Perga, vilket gjorde att östra Pamfylien fick en bräcklig frihet. Därför byggde Attalos II en ny hamnstad, Attaleia (nuvarande Antalya), trots att Side hade en god hamn.
I Första Mackabeerboken 15:23 nämns Side bland de städer till vilka den romerska senaten omkring 139 f.Kr. riktade en skrivelse till förmån för mackabéern Simon Mackabaios, som slutit förbund med Rom. Under det första århundradet f.Kr. nådde Side en topp då de kilikiska sjörövarna etablerade sig i staden. Romarna besegrade piraterna år 78 f.Kr., och Pompejus gjorde staden romersk år 67 f.Kr. Under Augustus inkorporerades Side, med övriga Pamfylien, i provinsen Galatien (25 f.Kr.).
En inskrift visar att staden under bysantinsk tid haft en betydande judisk befolkning.
År 1895 flyttade grekiska muslimska flyktingar från Kreta till den övergivna staden, och kallade den Selimiye. I dag har det nya Side blivit ett populärt turistmål.

## Ruiner
Av det gamla Side finns i dag kvar ruiner av dess stadsmur, flera tempel, en kolossal teater, gymnasion, stoa, ett storartat nymfeum och en akvedukt.

## Bilder

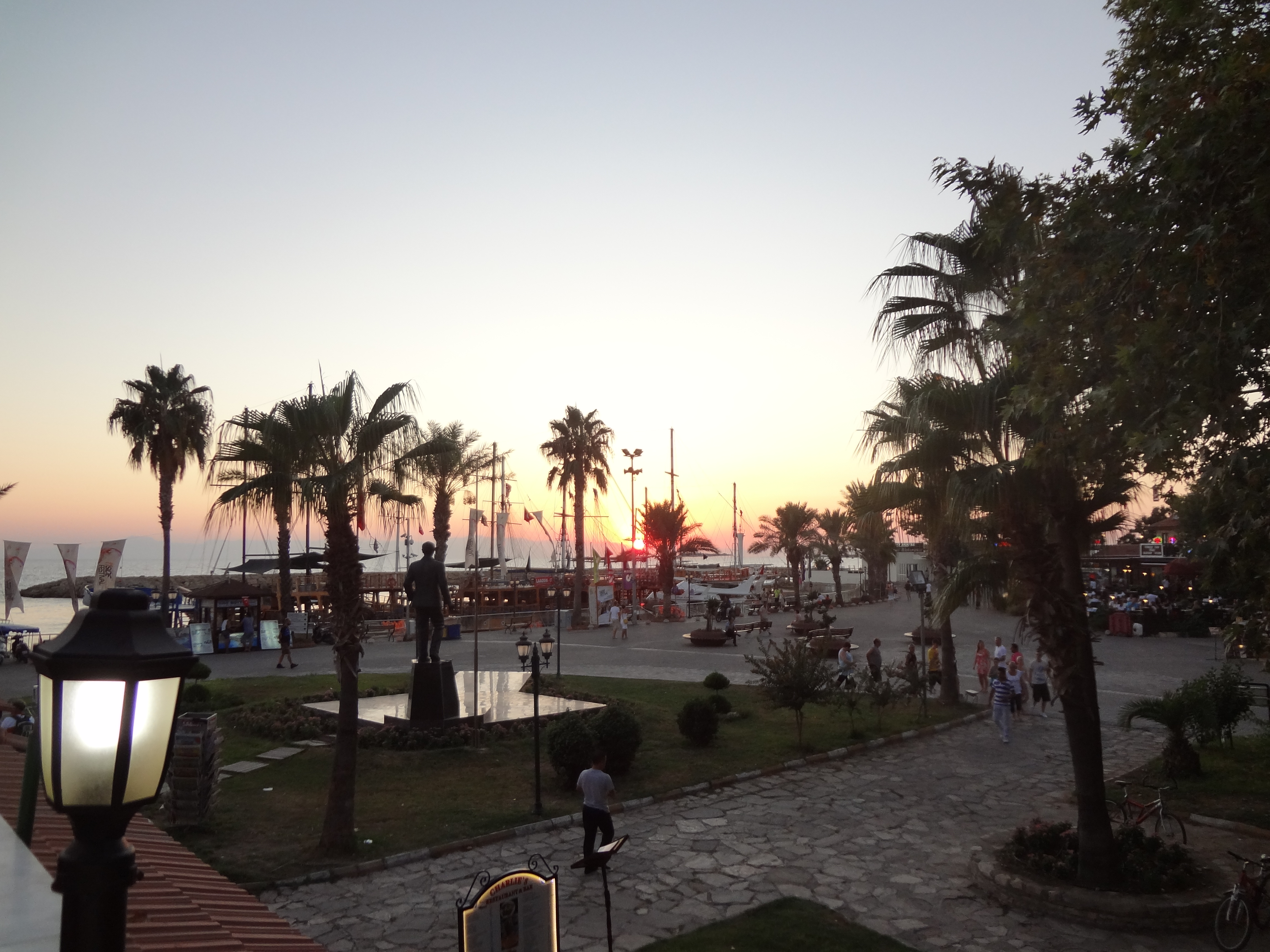
Hamnen med staty av Atatürk.
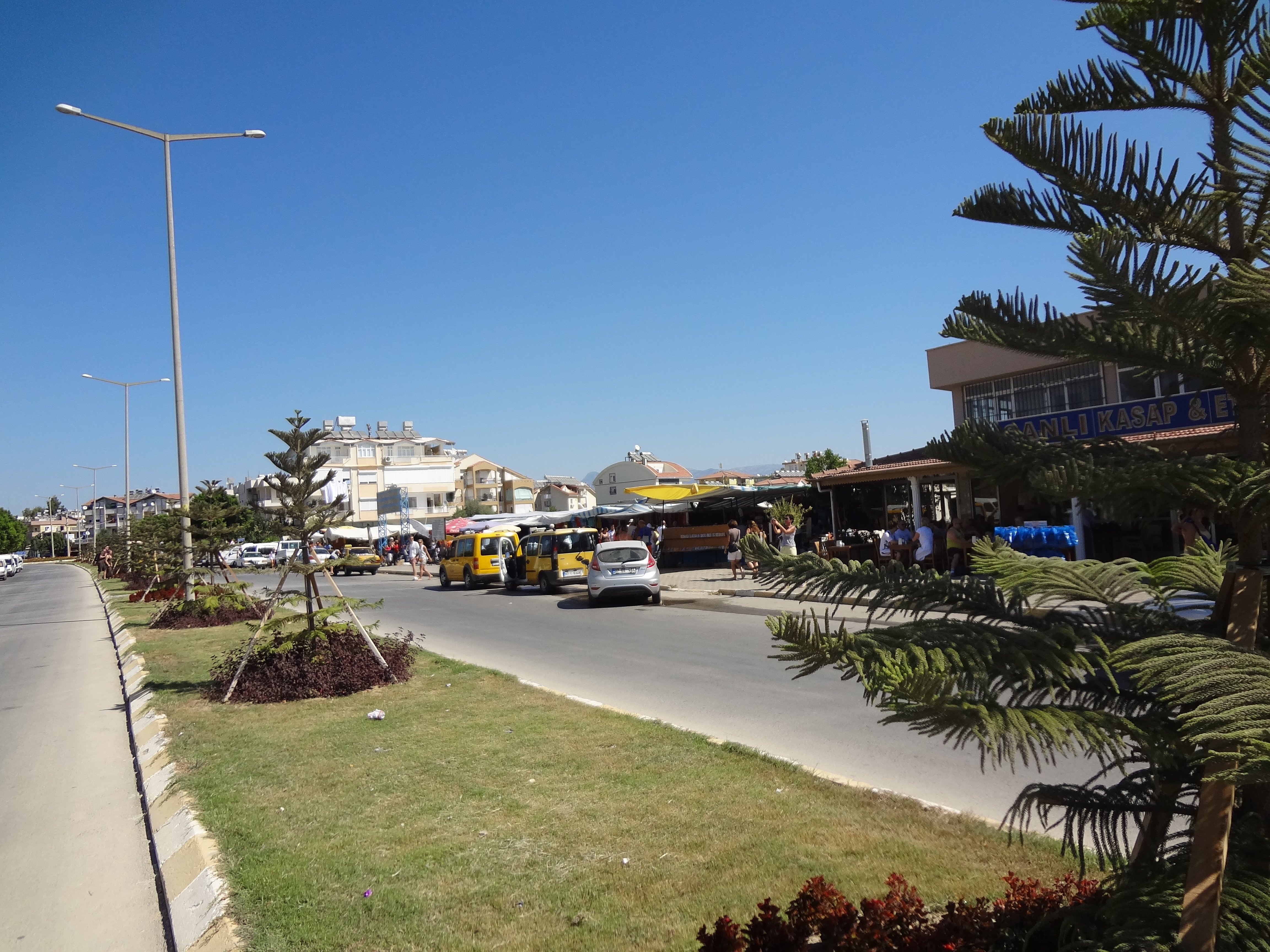
Marknadsplats i den nyare delen av staden.
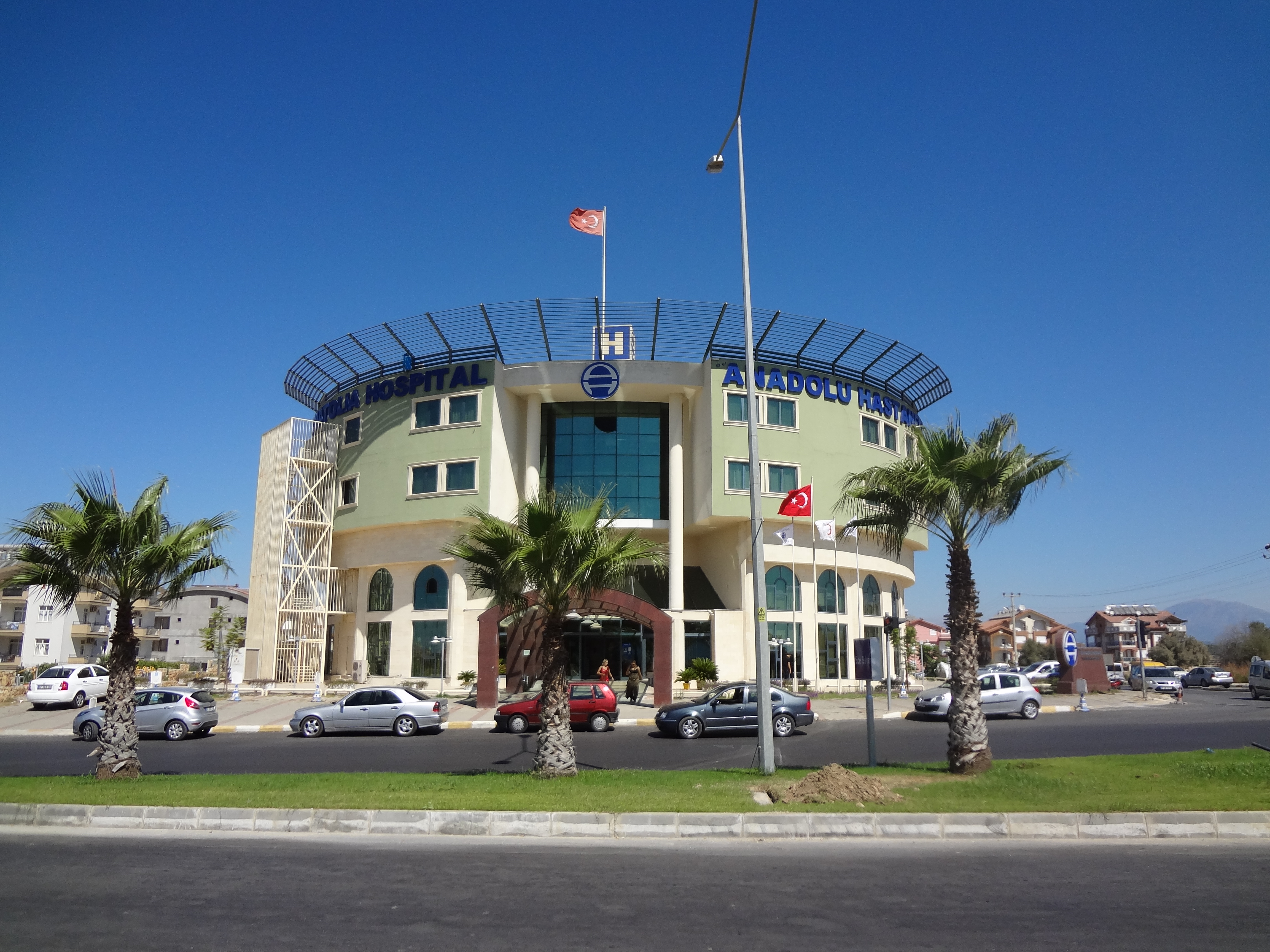
Sjukhuset i Side.
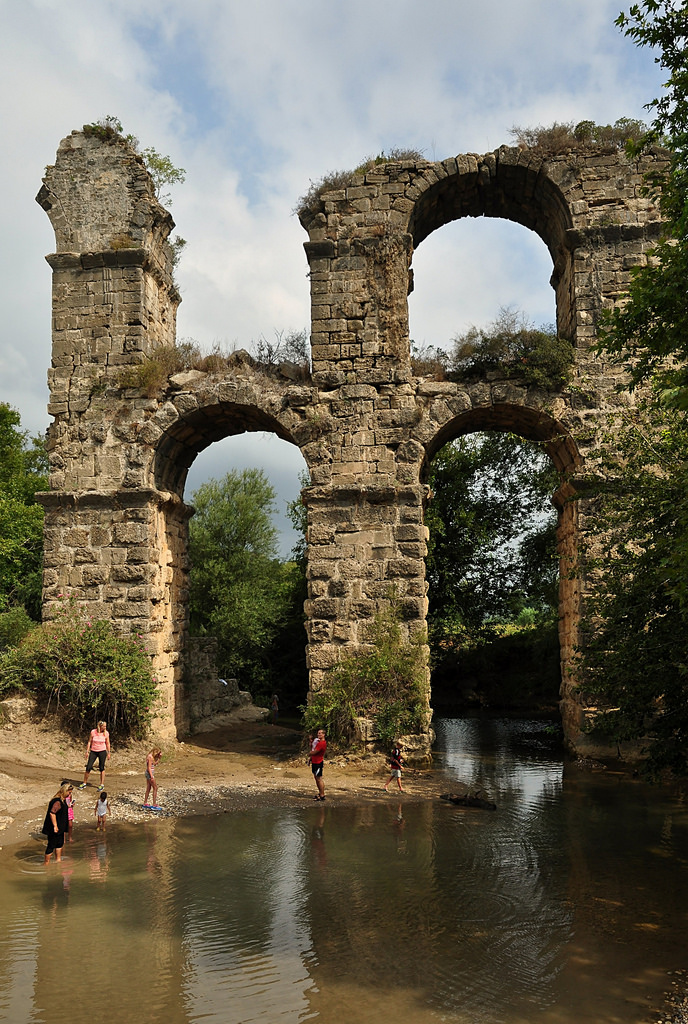
Romersk akvedukt som ledde vatten till Side.